# Glutatione-cistina transidrogenasi
La glutatione-cistina transidrogenasi è un enzima appartenente alla classe delle ossidoreduttasi, che catalizza la seguente reazione:
2 glutatione + cistina ⇄ glutatione disolfuro + 2 cisteina